# The Sound of Silence (альбом)
The Sound of Silence — студийный альбом американской певицы Кармен Макрей, выпущенный в 1968 году на лейбле Atlantic Records. Аранжировки для альбома подготовили Шорти Роджерс и Джимми Джонс, а продюсером выступил Несухи Эртегюн. Альбом был исполнен в основном в жанре современной поп-музыки.

## Отзывы критиков
| Оценки критиков                     | Оценки критиков |
| Источник                            | Оценка          |
| ----------------------------------- | --------------- |
| AllMusic                            | [ 3 ]           |
| Billboard                           | [ 4 ]           |
| Encyclopedia of Popular Music       | [ 5 ]           |
| The Penguin Guide to Jazz           | [ 6 ]           |
| The Rolling Stone Jazz Record Guide | [ 7 ]           |

Рекс Рид в своей рецензии для журнала Stereo Review отметил, что идеальная аранжировка «The Sound of Silence» Шорти Роджерса поддерживает безупречную музыкальность и фразировку Макрей в этой и семи других песнях, и, предположил, что, музыка снова вошла в моду. Также он заметил, что что бы ни пела Кармен, она почти всегда великолепна, но на этот раз она делает полный разворот, который восхитительно напоминает Кармен десятилетней давности — и все же она всегда настолько опережает игру, что даже её вчерашний день очень похож на сегодняшний. Особенно он выделил песню «Stardust», в которой мисс Макрей достигает невероятных гениальных результатов. А вот «Gloomy Sunday», бьющий в грудь всплеск паранойи, вызванный депрессией, и ничем не примечательную «I Sold My Heart to the Junkman» он бы удалил из трек-листа.

## Список композиций
| №  | Название                           | Автор(ы)                           | Длительность |
| -- | ---------------------------------- | ---------------------------------- | ------------ |
| 1. | «The Sound of Silence»             | Пол Саймон                         | 3:01         |
| 2. | «I Got It Bad and That Ain’t Good» | Пол Фрэнсис Уэбстер, Дюк Эллингтон | 3:27         |
| 3. | «MacArthur Park»                   | Джимми Уэбб                        | 4:01         |
| 4. | «Watch What Happens»               | Норман Гимбел, Мишель Легран       | 2:35         |
| 5. | «Stardust»                         | Митчелл Пэриш, Хоги Кармайкл       | 4:05         |
| 6. | «Don’t Go Away»                    | Марго Гурьян                       | 2:16         |

| №  | Название                         | Автор(ы)                          | Длительность |
| -- | -------------------------------- | --------------------------------- | ------------ |
| 1. | «Gloomy Sunday»                  | Ласло Явор, Режё Шереш, Сэм Льюис | 4:05         |
| 2. | «I Sold My Heart to the Junkman» | Леон Рене, Отис Рене              | 3:43         |
| 3. | «Poor Butterfly»                 | Джон Голден, Джон Реймонд Хаббелл | 2:19         |
| 4. | «My Heart Reminds Me»            | Камилло Баргони, Эл Стиллман      | 2:30         |
| 5. | «The Folks Who Live on the Hill» | Джером Керн, Оскар Хаммерстайн II | 4:27         |
| 6. | «Can You Tell»                   | Марго Гурьян                      | 2:14         |

## Участники записи
- Кармен Макрей — вокал
- Шорти Роджерс[англ.] — аранжировка (1, 3, 6, 7-10, 12)
- Джимми Джонс[англ.] — аранжировка (2, 4, 5, 11)
- Бадди Чайлдерс[англ.] — труба
- Джек Шелдон[англ.] — труба
- Джимми Дзито — труба
- Дик Нэш[англ.] — тромбон
- Лью Маккрири — тромбон
- Винсент Де Роза[англ.] — валторна
- Джим Хорн[англ.] — саксофон
- Джон Лоу — саксофон
- Норман Симмонс[англ.] — фортепиано, электрическое фортепиано
- Майк Дизи[англ.] — гитара
- Томми Тедеско[англ.] — гитара
- Франсуа Ваз — гитара
- Эл Хендриксон[англ.] — гитара
- Макс Беннетт[англ.] — бас-гитара
- Боб Уэст — бас-гитара
- Джеймс Гордон — ударные
- Пол Хамфри[англ.] — ударные
- Эмиль Радоккья — перкуссия
- Ларри Банкер[англ.] — перкуссия

## Чарты
| Чарт (1968)               | Высшая позиция |
| ------------------------- | -------------- |
| США (Billboard Jazz LP’s) | 17             |